# 扎洛科季
49°17′37″N 23°15′4″E / 49.29361°N 23.25111°E
扎洛科季（烏克蘭語：Залокоть）是烏克蘭的村落，位於該國西部利沃夫州，由德羅霍貝奇區負責管轄，始建於1300年，面積18.82平方公里，2024年人口1,000，人口密度每平方公里56.96人。